# Őrségi Nemzeti Park

Az Őrségi Tájvédelmi Körzetből 2002. március 1-jén hozták létre Magyarország tizedik nemzeti parkját (melyet 2008-ban megint megnyitottak), az Őrségi Nemzeti Parkot, amely magába foglalja az Őrséget, a Vendvidéket, a Rába folyó völgyét és Szentgyörgyvölgy környékét. Összesen 43 933,5 hektáron 44 település határát öleli fel. Igazgatósága Őriszentpéteren található. Teljes területe az Európai Közösségben védett, Natura 2000-es minősítésű, ebből 3104 hektár fokozottan védett.

## Története
A 2002-ben létrehozott Őrségi Nemzeti Parkot – költséghatékonysági szempontokra hivatkozva – a szakmai és civil zöld szervezetek tiltakozása ellenére 2007. február 1-jétől megszüntették, illetve összevonták a Fertő–Hanság Nemzeti Parkkal. 2008. április 1-je óta újra önálló az Őrségi Nemzeti Park.

## A nemzeti park jellegzetességei
A valamikori őrispánság 18 községből állt. A földrajzi tájegység 33 települést foglal magába, ebből 7 a Vendvidék része. A táj és természeti egység túlterjed a határon, és Ausztriában a Felső-Őrséggel folytatódik. A park nemcsak a történelmi Őrséget foglalja magában, hanem a teljes magyarországi tájegységet.

### Földtan, domborzat, vízrajz
A jelenlegi dombságot egykor az ős-Rába kavicstakaróval fedte le. 200 forrás található itt, melyek 15 patakot táplálnak. A patakok visszaduzzasztásával több helyütt turisztikailag is jelentős mesterséges tavakat alakítottak ki.
Legjelentősebb folyóvize a Rába, másik jelentős vízfolyása a Szalafőtől északra eredő Zala, amely középen szeli ketté az Őrséget, a harmadik pedig a Kerka.

### Éghajlat
Éghajlata nedves, hűvös szubalpin jellegű. Az éves csapadék többnyire 750–900 mm közé tehető.

### Növényzet

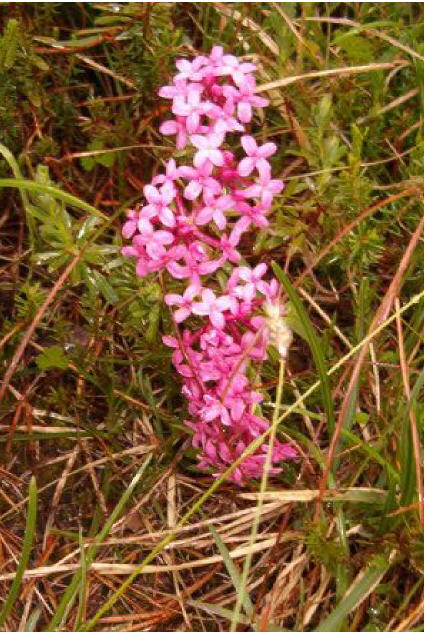
Henye boroszlán

Az Alpok közelsége miatt az élővilág hegyvidéki jellegű, bükkösök, erdeifenyvesek a jellemzőek. Tömegesen fordul elő a fecsketárnics, az európai zergeboglár és a sárga sásliliom (sárgaliliom).
A terület legértékesebb tagja a szőcei tőzegmohás láp. A legutóbbi jégkorszakból ránk maradt láprét tíz ritka tőzegmohafaj termőhelye. Találtak itt gyapjúsást és szibériai nőszirmot is.
A Szalafő és Farkasfa közötti dagadólápban egy kivételével az összes Magyarországon ismert tőzegmohafaj megtalálható, ahogyan a vidrafű és a kereklevelű harmatfű is.
Szalafő őserdejében 1950 óta nem vágtak ki és nem ültettek fát. A kutatók azt figyelik, milyen természetes változások mennek végbe az erdő növénytársulásában. Kiderült, hogy valamennyi, az Alpokalján ismert rovarfaj megtalálható az erdőben.
Szentgyörgyvölgy környékén a volt Szentgyörgyvölgyi Tájvédelmi Körzet védettségét elsősorban annak köszönheti, hogy a szálaló erdőgazdálkodásnak köszönhetően szinte természetes állapotban őrizte meg eredeti arculatát. Ezen a tájon kisparasztok birtokolták a fenyveseket, s ezeket úgy ritkították, hogy csak az érett, öreg szálakat vágták ki. Sohasem vágták tarra az erdőt, és a kivágott fák pótlásáról azonnal gondoskodtak, így az erdőben valamennyi fakorosztály megtalálható. A terület megóvandó védett növényeinek egy része a hűvösebb, hegyvidéki klímát kedveli, mint a henye boroszlán, másutt a növényvilág inkább délies, és itt található pirítógyökér, lednek. Tavasszal virágzik a csillagos nárcisz és a sárga sásliliom (sárgaliliom).
Szakonyfalu a Vendvidék része. Az erdőség hegyi kaszálóin megtalálható a európai zergeboglár és a kornistárnics. Erdei ciklámen, fecsketárnics virágzik, farkasboroszlán él itt, az egyvirágú és az ernyős körtike pedig nagyon jellemző erre a vidékre.
További védett növények:
- agárkosbor
- sömörös kosbor
- fekete áfonya.

### Állatvilág
A területen körülbelül ezerötszáz lepkefaj, a Kerka völgyében sok szitakötő és kérész él.
A Hársas-patak völgyében szivárványos pisztráng is élt, amíg meg nem épült a víztározó.
A kétéltűek közül jellemző:
- alpesi gőte (Triturus alpestris)
- sárgahasú unka (Bombina variegata).

A Nemzeti Park a már kihalófélben lévő muraközi ló feltámasztásával is foglalkozik, Őriszentpéter mellett több egyedet is tart. A Nemzeti Parkban Kondorfa határában található a Hegy-völgy elnevezésű terület, ahol egy hetvenhektáros villanypásztorral védett részen létrehoztak egy fokozatosan vadonná váló részt és ide 2019 nyarán visszatelepítették a Magyarországon kihalt európai bölényt (Bison bonasus).
Itt fészkelő, ritka énekesmadarak:
- keresztcsőrű (Loxia curvirostra)
- süvöltő (Pyrrhula pyrrhula)

Megtalálható még:
- haris (Crex crex) és a
- fekete gólya (Ciconia nigra).

## Tanösvények
1. Ság hegy

### Ság hegyi geológiai és természetismereti tanösvény
Ez a két ösvény az ötmillió éves Ság geológiai és természeti értékeibe nyújt betekintést. Együttes hosszuk kb. 600 m. Az egykori, rekultivált bazaltbányához vezető úton a Sághegyi Tájvédelmi Körzet természeti és kulturális értékeiről olvashatunk. A földtörténeti folyamatokat, a földtani alakzatokat, a bazaltvulkán kialakulását, működését és a bányászatot ismertető táblák a bányaudvaron állnak azokon a helyeken, ahol az adott jelenség a feltárásban látható. A Ság hegy védett növény- és állatfajait ismertető táblák az Eötvös Loránd turistaház melletti parkolót veszik körbe. Mindkét ösvény szabadon látogatható, de szakvezetést is kérhetünk megtekintésükhöz.
2. A Kőszegi-hegység környékének növényvilágát a Csillaghúr és a Királyvölgyi Tanösvény, valamint egy madárismereti, madárvédelmi útvonal mutatja be.

### Csillaghúr tanösvény
A Kőszegi-hegység jellemző növényeit és állatait mutatja be az Óház kilátóhoz vezető út mentén. Hossza mintegy 3,5 km.

### Királyvölgyi természetvédelmi tanösvény
A Kőszegi-hegység jellemző növényeit és állatait mutatja be; hossza mintegy 1,5 km. Az Árpád térről induló gyalogúton közelíthető meg.

### Írottkő tanösvény
Az Írottkő Natúrpark településeit és a Kőszegi-hegység kirándulóhelyeit mutatja be az Írottkő kilátóhoz vezető út mentén. Hossza mintegy 2 km.

### Ciklámen erdei tanösvény
A Kőszegi-hegység erdőgazdálkodását mutatja be a Szent Vid-hegytől a Stájerházakig vezető úton (a Hörmann-forrásig a kék kör, onnan a kék turistajelzés mentén). Hossza mintegy 4,5 km.

### Óriások útja tanösvény
A Széles-kő és a Kalapos-kő közötti hegygerinc jelentősebb sziklaalakzatait, kis barlangjait és kőfülkéit mutatja be a bozsoki Sibrik-vártól a Kalapos-kőig vezető úton. Hossza mintegy 2 km.
3. Az Őrségben:

### Rezgőnyár Tanösvény
Az Őriszentpéteren, a Harmatfű Természetvédelmi Oktatóközpont mellett kialakított, 400 m hosszú tanösvény tájékoztatást ad az Őrség növény- és állatvilágáról, az erdők kialakulásáról, az erdőgazdálkodási módokról, az erdőszegélyek szerepéről, a fasorok élővilágáról, a helybeli őshonos háziállatokról, valamint a tókák élővilágáról. Bemutatja a szukcesszió szakaszait, az Őrségi Nemzeti Park jellemző cserje- és fafajait. A tanösvény 2013-ban felújításon esett át, s rögtön meg is kapta az Év Ökoturisztikai Létesítménye Díj 2013. III. helyezését.
Őriszentpéter, Szalafő és Kondorfa felől közúton egyaránt könnyen megközelíthető, tágas parkolóval.

### Sárgaliliom tanösvény
A túra Velemérről Magyarszombatfára vezeti át az érdeklődőket, 6,2 km hosszan mutatva be a kevésbé ismert és látogatott Belső-Őrség természeti és kulturális értékeit. A tanösvény a veleméri buszfordulónál kezdődik, tehát busszal és személygépkocsival egyaránt könnyen megközelíthető. Az útvonal eleje (első hat állomása) és vége (Gödörházától) szilárd burkolatú úton vezet, középső szakasza pedig földút (a Rockenbauer Pál Dél-dunántúli Kéktúra jelzése mentén). A táblák 2013-ban lettek felújítva.

### Rókagomba tanösvény
A 3 km hosszú túra Apátistvánfalva környékének élővilágával ismerteti meg a látogatókat. Bejárását 6 ponton rajzos-szöveges tájékoztató táblák segítik.

### Szala menti tanösvény
A 3,8 km hosszú túra Szalafő központjából indul, és Őriszentpéteren, a nemzeti park keserűszeri vendégházánál ér véget. Csak gyalog járható a Szala (Zala) mentén, ahol a látogatók a folyóvizek és vízpartok élővilágával ismerkedhetnek meg.

### Felsőszeri tanösvény
Az 1,7 km hosszú túra a szalafő-felsőszeri buszmegállótól Szalafő–Pityerszerre vezet; állomásai az Őrség népi építészetének sajátosságait mutatják be. A felsőszeri rész akár autóval is bejárható, a Pityerszerre átvezető szakasz csak gyalogosan.

### Élet a kaszáló gyümölcsösben tanösvény
A tanösvény a pityerszeri Népi Műemlékegyüttes területén található, egy rövid séta keretében bejárható. Régi, őrségi gyümölcsfajtákat mutat be, valamint megismertet egy őrségi porta állatvilágával, a környék jellemző lepkéivel és gyógynövényeivel. Az ismeretszerzést interaktív elemek segítik. A tanösvény hossza 300 m.

### Dobogó-erdő tanösvény
Körmend-Horvátnádalja felől közelíthető meg. A Pinka és a Rába árterébe nyújt betekintést, megismerteti a környék élővilágát: a jellemző növényeket és állatokat, az özönnövények terjedésének problémáit. Árvizes időszakban járhatatlan. A tanösvény hossza 2 km.

## Bemutatóhelyek

### Ság hegyi helytörténeti kiállítás
Az ötmillió éves Ság hegy oldalában álló egykori bányaépületben a helytörténeti kiállítás a Ság régészeti leleteit, változatos élővilágát, bányászati emlékeit állítja ki, és Eötvös Lorándról is megemlékezik. A kiállítás többféle játékos és interaktív elemet tartalmaz, hogy az ismeretnyújtáson túl szórakoztató pillanatokat is okozzon.

### Chernel Madárvárta és Múzeum
Kint a kertben a Kőszegi-hegység földtani értékeit és állatvilágát bemutató kiállítás, bent emlékmúzeum Chernel István és Bechtold István ornitológusok munkásságáról. Magát a botanikus kertet az előbbi tudós hozta létre a 19. század végén Kőszeg város nyugati szélén.

### Harmatfű Természetvédelmi Oktatóközpont
Nyári táborok, osztálykirándulások, erdei iskolák helyszíne a Harmatfű Természetvédelmi Oktatóközpont, de akár konferenciáknak, előadásoknak is helyet ad. Az Őrségi Nemzeti Park központjában információs anyagok is kaphatók Magyarország legfiatalabb nemzeti parkjáról.

### Lápok Háza, Szőce
A kiállítás a fokozottan védett szőcei tőzegmohás láprétet mutatja be interaktív, játékos formában. Az épületben ajándékbolt és büfé várja az érdeklődőket, kültéren pedig egy fedett oktatóhelyiség, játszótér és sütögetési lehetőség van. A tőzegmohás láprét egy pallósoron járható be, melyhez szakvezetés is kérhető (a tanösvény hossza kb. 1 km).

### Natura 2000 Látogatóközpont
Az Őrség élővilágával, különleges élőhelyeivel ismertet meg az itteni kiállítás. A látogatóközpont az Őrség Tourinform irodából érhető el, a Nemzeti Park Igazgatóság központi épületében.

## Tájvédelmi körzetek

### Kőszegi Tájvédelmi Körzet
A Kőszegi-hegységben tanulmányozható az alpesi és a pannon növény- és állatvilág számos faja. A tájvédelmi körzet klímája az Alpok közelségéből adódóan hűvös, párás. Az évi csapadékmennyiség messze meghaladja az országos átlagot. E tájon rengeteg a forrás, a legnevezetesebb a Hétvezér nevet viseli. A hegyvidéken sok a bükkös, az alacsonyabb területeken a szelídgesztenye. Az aljnövényzetben él a ritka borda-, vese- és struccpáfrány. Az országban egyedül itt él a hegyi lednek.

### Sághegyi Tájvédelmi Körzet
Miközben a Kemenesalja laza törmelékanyagát a víz és a szél elhordta, elkoptatta, a Ság hegyet ettől megóvta a ráömlött kemény bazaltláva-sapka. Az 1910-es években elkezdődött bányászat folytán azonban a hegy természetes jellege eltűnt; alakja és magassága megváltozott: míg a bányászatot megelőző időszakban a Ság hegy 291 méter magas volt, a 20. század második felére az intenzív bányászat eredményeként 279 méter lett. A bányászat elpusztította a hegy eredeti növény- és állatvilágát is, de a flórája kezd visszatérni. 1974-ben újra találtak tavaszi héricset, fekete- és leánykökörcsint, piros kígyósziszt, hegyi árvalányhajat. Feltűnt néhány bagolyféle, holló, vörös vércse.

## Természetvédelmi területek

### Országos jelentőségű természetvédelmi területek
- Jeli arborétum,
- Kámoni arborétum Kámoni Arborétum Természetvédelmi Terület: az arborétum a benne található több mint 3000 féle fa- és cserjefajával Magyarország leggazdagabb tartalmú élőfa-gyűjteménye.
- Sárvári arborétum (Sárvári Arborétum Természetvédelmi Terület): 1803-ban Habsburg Ferdinánd adott megbízást egy tájképi kert létrehozására a területen.
- Szelestei arborétum,
- Körmendi várkert (Körmendi Kastélypark Természetvédelmi Terület): a XVIII. századi Batthyányi-kastély parkját a Rába ártéri erdejére telepítették rá, meghagyva a tölgy-kőris-szil ligeterdő fáinak legszebb példányait.
- Kőszegi Tőzegmohás Láp Természetvédelmi Terület: ezen a mindössze 0,2 hektáros lápfolton hét tőzegmohafaj él.
- Nemesmedves Történelmi Emlékhely,
- Jáki kardvirágos erdő

### Helyileg védett területek
- szőcei tőzegmohás láprét
- szentgyörgyvölgyi szálaló erdő